# Маттіас Мострем
Маттіас Мострем (швед. Mattias Moström, нар. 25 лютого 1983, Стокгольм) — шведський футболіст, півзахисник норвезького клубу «Молде».
Виступав, зокрема, за клуби «Кафе Опера» та АІК, а також молодіжну збірну Швеції.
Дворазовий чемпіон Норвегії. Володар Кубка Норвегії. 

## Клубна кар'єра
Народився 25 лютого 1983 року в місті Стокгольм. Вихованець футбольної школи клубу АІК.
У дорослому футболі дебютував 2001 року виступами за команду клубу «Кафе Опера», в якій провів два сезони, взявши участь у 47 матчах чемпіонату. Більшість часу, проведеного у складі «Кафе Опера», був основним гравцем команди.
Своєю грою за цю команду привернув увагу представників тренерського штабу клубу АІК, до складу якого приєднався 2004 року. Відіграв за команду з Стокгольма наступні два сезони своєї ігрової кар'єри. Граючи у складі клубу АІК також здебільшого виходив на поле в основному складі команди.
До складу клубу «Молде» перейшов 2007 року. Відтоді встиг відіграти за команду з Молде 175 матчів в національному чемпіонаті.

## Виступи за збірну
2004 року провів чотири гри у складі молодіжної збірної Швеції.

## Титули і досягнення
- Чемпіон Норвегії (4):

«Молде»:  2011, 2012, 2014, 2019
- Володар Кубка Норвегії (2):

«Молде»:  2013, 2014